# クリスマス・ストーリー (2008年の映画)
『クリスマス・ストーリー』（Un conte de Noël）は、アルノー・デプレシャン監督による2008年のフランスの映画。第61回カンヌ国際映画祭コンペティション部門に出品された。

## あらすじ
夫のアベル（ジャン＝ポール・ルシヨン）とルーベで暮らすジュノン（カトリーヌ・ドヌーヴ）は、ある日、台所で倒れこむ。病院から戻ったジュノンは、難病に冒されている自分が助かる唯一の道は骨髄移植であることを、アベルに告げる。それは、数十年前に2人の長男ジョゼフの命を奪った病でもあった。医師の話では、骨髄バンクにはジュノンに適合する骨髄がなく、家族の骨髄なら移植することができるかもしれないのだという。アベルは子供たちに手紙を書き、血液検査を受けてほしいと頼む。
クリスマスが近づく中、疎遠になっていた家族が2人の家に集う。戯曲家として成功を収めた長女エリザベート（アンヌ・コンシニ）は、数学者のクロード（イポリット・ジラルド）と結婚し、情緒不安定な一人息子のポール（エミール・ベルリング）に手を焼いている。妻を事故で亡くしてから酒に溺れている次男アンリ（マチュー・アマルリック）は、恋人のフォニア（エマニュエル・ドゥヴォス）との再婚を考えている。かつてはポールのように内気だった三男イヴァン（メルヴィル・プポー）は、シルヴィア（キアラ・マストロヤンニ）と結婚し、いまは2人の子供をもつ。
ジュノンの兄の息子シモン（ローラン・カペリュート）、アベルの母の親友ロゼメ（フランソワーズ・ベルタン）も、2人の家を訪れる。
血液検査の結果、ポールとアンリの骨髄がジュノンと適合しているとわかる。エリザベートは、5年前に借金の肩代わりをする代償としてアンリを家族から追放したつもりだったが、この家で相変わらず軽口を叩いているアンリに苛立つ。エリザベートの気持ちを察したクロードは、アンリと取っ組み合いの喧嘩を始める。一方、シルヴィアはロゼメから、イヴァンの幸福を願ったシモンがシルヴィアへの想いを諦めていたのだと知らされ、動揺を隠せない。クリスマスの夜、シルヴィアはシモンと結ばれる。
クリスマスが終わり、それぞれがルーベの家を立ち去っていく。やがて、アンリからジュノンへの骨髄移植の手術がおこなわれる。手術後、点滴を引きずったアンリがジュノンの病室に入ってくる。2人は久しぶりにコイン・トスで遊ぶ。コインを投げたアンリは、表に賭けたジュノンのほうを見て、無言でニヤリと笑う。

## キャスト
- カトリーヌ・ドヌーヴ
- ジャン＝ポール・ルシヨン
- アンヌ・コンシニ
- マチュー・アマルリック
- メルヴィル・プポー
- イポリット・ジラルド
- エマニュエル・ドゥヴォス
- キアラ・マストロヤンニ
- ローラン・カペリュート（フランス語版）
- フランソワーズ・ベルタン（フランス語版）
- エミール・ベルリング（フランス語版）

## 評価
Metacriticでは32件のレヴューで平均値は84点だった。Rotten Tomatoesでは121件のレヴューで支持率が86%、平均値が7.5点だった。
第61回カンヌ国際映画祭にてカトリーヌ・ドヌーヴが特別賞を受賞した。第34回セザール賞にてジャン＝ポール・ルシヨンが最優秀助演男優賞を受賞した。